# Alisson (ur. 1993)
Alisson Euler de Freitas Castro (ur. 25 czerwca 1993 w Rio Pomba) – brazylijski piłkarz występujący na pozycji środkowego pomocnika lub skrzydłowego, od 2022 roku zawodnik São Paulo.